# 薩佩海峽
薩佩海峽是印度尼西亞的海峽，位於松巴哇島和科莫多島之間，連接弗洛勒斯海和松巴海峽，是西努沙登加拉省和東努沙登加拉省接壤的界線。
8°39′0″S 119°18′0″E / 8.65000°S 119.30000°E